# Plioplatecarpus
Plioplatecarpus is een geslacht van uitgestorven zeereptielen, behorend tot de familie Mosasauridae. Zoals alle Mosasauridae leefde Plioplatecarpus tijdens het Laat-Krijt, ongeveer 83,5 miljoen jaar geleden. Fossielen en skeletten van Plioplatecarpus zijn wereldwijd gevonden, waaronder in Nederland.

## Ontdekking
Plioplatecarpus is op veel plaatsen wereldwijd aangetroffen (de meeste mosasauriërs waren tamelijk wijdverspreid). Plioplatecarpus is gevonden in de Pierre Shale van Kansas, Demopolis Chalk van Alabama en ook in Mississippi, North Dakota, South Dakota, Canada, Zweden en Nederland. 
Het dier werd in 1882 voor het eerst in Europa gevonden door paleontoloog Louis Dollo  die het geslacht en typesoort Plioplatecarpus marshi benoemde. De geslachtsnaam is afgeleid van het Grieks pleion, "meer" en het geslacht Platecarpus. De soortaanduiding eert Othniel Charles Marsh. Het holotype IRSNB R38, een skelet met schedel, was relatief onvolledig, maar er zouden al snel meer fossielen opduiken. 
In Noord-Amerika had Edward Drinker Cope in 1869 ook al een skelet gevonden dat hij toewees aan Mosasaurus gracilis. In 1869 hernoemde hij het tot Mosasaurus depressus. Later zou het werden hernoemd tot Plioplatecarpus depressus. Marsh's Liodon laticaudus benoemd in 1870 wordt tegenwoordig wel als identiek gezien aan Plioplatecarpus depressus. Liodon crassartus Cope, 1872 zou worden geplaatst in Platecarpus, en in 1967 in Prognathodon. In 1990 maakte Theagarten Lingham-Soliar er een Plioplatecarpus crassartus van.
Andere soorten zijn Plioplatecarpus houzeaui (Dollo, 1889) Dollo, 1904, een hernoeming van Oterognathus houzeaui Dollo, 1889; Plioplatecarpus primaevus Russell, 1967 en Plioplatecarpus peckensis Cuthbertson & Holmes, 2015.
Plioplatecarpus nichollsae Cuthbertson, Mallon, Campione & Holmes, 2007 werd in 2011 hernoemd tot Latoplatecarpus nichollsae. De soortaanduiding eert de in 2004 overleden Elizabeth Laura Nicholls.

### Mogelijk voorkomen in zoet water
In 1999 beschreven Holmes en collega's een incompleet exemplaar van Plioplatecarpus uit een niet-mariene afzetting, wat er op wijst dat dit geslacht mogelijk in zoetwater- en estuariene habitats is terechtgekomen. Terwijl de beschrijvers van Pannoniasaurus dit beschouwden als 'een stochastisch voorkomen zonder ecologische implicaties', waren Taylor en collega's in 2021 van mening dat dit exemplaar en Pannoniasaurus direct mosasauride bewoning van kust- en rivieromgevingen ondersteunen.

## Beschrijving
Plioplatecarpus was een middelgrote mosasauriër, waarbij Plioplatecarpus marshi 5,5 meter lang was en Plioplatecarpus houzeaui vijf tot zes meter. 

## Levenswijze
De ogen van Plioplatecarpus waren verhoudingsgewijs groter dan die van veel geslachten mosasauriërs, hoewel de schedel relatief kort is. De grotere ogen kunnen mogelijk een aanpassing zijn geweest aan omstandigheden met weinig licht, zoals in dieper water. Hij heeft minder tanden dan de meeste mosasauriërs, maar ze zijn sterk gekromd. Dit suggereert dat Plioplatecarpus op relatief kleine prooien zou hebben gejaagd die hij heel precies kon grijpen. De brede verspreiding van fossiele resten in zowel Noord-Amerika als Europa doet vermoeden dat het een roofdier uit de open oceaan zou zijn geweest.

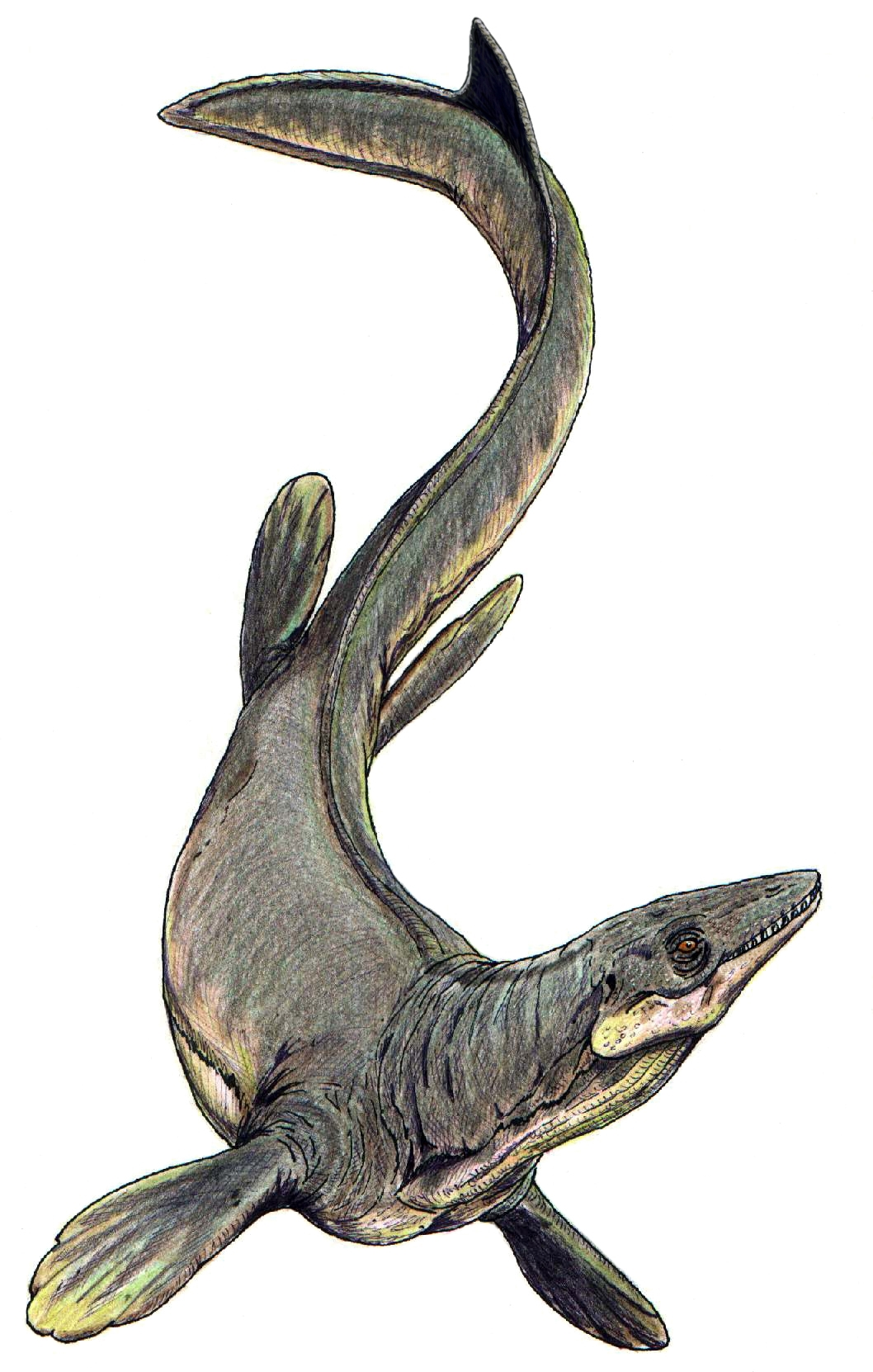
Tekening van hoe Plioplatecarpus er mogelijk uitzag